# 内在移民
内在移民(英语：Inner emigration)是一个个人或社会群体的概念，他们对自己的国家、政府和文化有一种疏离感。这可能是由于内在移民对激进的政治或文化变革持不同意见，或由于他们对某种意识形态的信仰，他们认为这种信仰比对其民族或国家的忠诚更重要。
这一概念也适用于生活在警察国家之下但秘密违反文学、音乐和艺术审查制度的持不同政见者。这个概念是反乌托邦小说中的常见主题。
类似的术语内部流亡者（internal emigré） 在苏联被用作对苏联持不同政见者的侮辱，暗示他们与西方反共难民有相同的观点。
这个概念最具有争议性的使用是指那些同意散居在德国的反纳粹文学作家，但他们选择继续生活在纳粹德国，同时在外表上表现得顺从。
小说家弗兰克·蒂斯在回应托马斯·曼在BBC广播指控德国对纳粹战争罪行和大屠杀集体有罪时，最有名地使用了“内在移民”一词。蒂斯回答说，曼曾在瑞士和美国相对自由和安全的环境中度过纳粹岁月，没有经历过纳粹党和盖世太保使用的警察国家策略。因此，根据蒂斯的说法，托马斯·曼没有权利对那些做出妥协的人做出判断。蒂斯进一步争辩说，许多表面上似乎顺从的德国人被证明比像曼这样的政治难民要英勇得多，曼在其他更自由的国家度过了纳粹岁月后，现在却对他们进行评判。

## 概念的由来
在七月革命和法国国王查理十世退位之后，德尔菲娜·德·吉拉尔丹于1839年写到关于路易·菲利普一世国王七月君主制期间法国贵族内部的正统派： 
来自上层社会的年轻人，拥有最著名的名字，表现出狂热的活动，由于他们内在移民和政治厌恶而更加强烈。他们跳舞，他们疾驰，他们跳华尔兹，如果我们有战争，他们会以这种方式战斗，如果今天的人们心中仍有诗意，他们会以这种方式爱。他们不参加作为法庭的聚会，唉! 在那里他们会遇到他们的律师或银行家；相反，他们更喜欢去梦想，在那里他们至少可以见到他们的男仆或新郎；太好了！在这样的人面前跳舞而不妥协是可能的。 
1940年代流亡美国的德国作家托马斯·曼关注德国对二战和大屠杀的集体责任问题。他写了几篇关于这个主题的文章，包括“德国的罪恶与纯真”和“关于罪恶与教育“。 在阅读了1945年纳粹集中营解放的消息后，曼在BBC的德语广播中说：
我们的耻辱在世界面前，在外国委员会面前，这些令人难以置信的照片被呈现在他们面前，他们向国内报告这种超越人类所能想象的所有丑陋。 我们的耻辱！德国读者和听众！对于所有德国人，每个说德语、写德语、在德国生活过的人，都被这种不光彩的揭露所牵连。 
弗兰克·蒂斯辩称，只有那些经历过纳粹德国警察国家生活的人才有权利为德国人民讲述他们的罪行，而且，如果有的话，“内在移民”已经表明比那些在安全地带观察事件的人更有道德勇气。作为回应，曼宣布所有在希特勒手下出版的文学作品都散发着“血与耻”的恶臭，应该被销毁。由于这一争议，这一时期的德国文学仍然是根据作者的道德地位来判断和分类的，而不是根据他们作品的政治内容或审美价值。 

## 争议
长期以来，围绕内在移民的道德问题一直是争论的主题。一些人争辩说，留在德国的持不同政见者作家以足够微妙的方式批评了该政权，以至于通过了纳粹德国的审查。而其他人则认为这种批评“如此微妙以至于它们是无形的”。由于不同作家受到不同程度的威胁，以及他们抗议的强度和性质不同，这场辩论变得更加复杂。一些后来声称自己是内在移民的作家在战争期间似乎为自己做得很好，而其他人的作品则被禁止或被监禁。
还有一些人，如克莱门斯·冯·盖伦主教、索菲·肖尔和她的白玫瑰同胞，公开写下他们对种族灭绝纳粹警察国家的真实看法，并冒着巨大的风险将这些著作以相当于苏联《地下报》的德文形式传播。
然而，其他德国人，如奥斯卡·辛德勒和国防军上尉威尔姆·霍森费尔德，在大屠杀期间利用从众的外表作为营救犹太人的盾牌。
在1998年的《德国历史杂志》上，彼得·许特勒、古茨·阿莱和迈克尔·法尔布施参与了关于德国历史学家在纳粹德国的角色的辩论。三人在内在移民方面挑战了特奥多尔·席德、维尔纳·恐泽和卡尔-德里特希·厄德曼的辩护，认为他们与纳粹政权的同谋比下一代德国历史学家（其中许多是他们的学生）所承认的要多。 

## 其他用途
该概念可以更广泛地适用于包括其他人，例如视觉艺术家以及作家。 它也可以更普遍地或隐喻地应用于一种情况，以表示与自己的国家或环境的精神分离。例如，盎格鲁-爱尔兰人仍然效忠于消失的大英帝国而不是爱尔兰共和国，他们被认定为内在移民以及与1960年代反文化运动相关的公社居民。 
1958年10月31日，作为尼基塔·赫鲁晓夫针对苏联持不同政见者鲍里斯·帕斯捷尔纳克和他的诺贝尔奖获得者小说《日瓦戈医生》的持续运动的一部分，苏联作家联盟举行了闭门审讯。根据会议记录，帕斯捷尔纳克被谴责为内部流亡者和法西斯第五纵队专栏作家。随后，与会者宣布帕斯捷尔纳克已被开除出联盟。他们进一步向政治局递交了一份签名的请愿书，要求剥夺帕斯捷尔纳克的苏联公民身份并流放到“他的资本主义天堂”。 